# Кувата Такаюкі
Кувата Такаюкі (яп. 桑田 隆幸, нар. 26 червня 1941, Хіросіма —) — японський футболіст, що грав на позиції нападника.

## Клубна кар'єра
Грав за команду Тою Когю.

## Виступи за збірну
Дебютував 1961 року в офіційних матчах у складі національної збірної Японії. У формі головної команди країни зіграв 5 матчів.

## Статистика
Статистика виступів у національній збірній.
| Збірна Японії | Збірна Японії | Збірна Японії |
| Роки          | Ігри          | голи          |
| ------------- | ------------- | ------------- |
| 1961          | 2             | 1             |
| 1962          | 3             | 1             |
| Усього        | 5             | 2             |